# Yōtarō Kobayashi
Yōtarō Kobayashi (japanisch 小林 陽太郎, Kobayashi Yōtarō; geboren 25. April 1933 in London (Großbritannien); gestorben 5. September 2015) war ein japanischer Unternehmer, tätig in der Photo- und Kopiererindustrie.

## Leben und Wirken
Yōtarō Kobayashi wurde als ältester Sohn des vormaligen Chefs von Fuji Photo Film Co, Ltd, Kobayashi Setsutarō (小林 節太郎; 1899–1977) in London geboren. 1956 machte er seinen Studienabschluss an der Keiō-Universität und bildete sich dann an der Universität von Pennsylvania weiter. 1958 trat er in die Firma seines Vaters ein. Er begann dann für Fuji-Xerox Co. zu arbeiten, kurz nachdem dieses Joint Venture 1963 zustande kam. 1970 wurde er Leiter der Verkaufsabteilung und vereinfachte den alten Slogan „Beautiful-campaign“, mōretsu (ビューティフル・キャンペーン-モーレツ) zu „Hin zu Beautiful“ (ビューティフルへ).
1978 wurde Kobayashi Chef des Unternehmens. Für die Einführung von Programmen, wie die totale Qualitätskontrolle (TQC) im Jahr 1980, wurde er 1999 mit dem Deming-Preis (デミング賞本賞) der „Nihon kagakugijutsu remmei“ (日本科学技術連盟), der Wissenschaftlichtechnischen Vereinigung Japans, ausgezeichnet. Er entwickelte die Firma zum größten Unternehmen von Fotokopierern in Japan und zu einem wichtigen Partner in der internationalen Xerox-Gruppe. 1987 wurde er Mitglied des Xerox-Vorstandes.
1992 ging Kobayashi in den Ruhestand, von 1999 bis 2003 war er Geschäftsführer der „Keizai dōyukai“ (経済同友会), der „Japan Association of Corporate Executives“. 2009 zog er sich von Fujii-Xerox zurück. Im selben Jahr wurde er Vorstandsvorsitzender der „International University of Japan“ (国際大学, Kokusai daigaku) in Minamiuonuma, Präfektur Niigata.